# Эдстрём, Сигфрид
Юханнес Сигфрид Эдстрём (швед. Johannes Sigfrid Edström; 21 ноября 1870 — 18 марта 1964) — шведский деятель международного спортивного движения, четвёртый президент Международного олимпийского комитета, первый президент Международной ассоциации легкоатлетических федераций.
Родился в небольшой деревне Морланда на острове Уруст, на юге Швеции. Образование получал в Гётеборгском университете, позже в Швейцарии и США. В юности увлекался лёгкой атлетикой. С 1903 по 1933 годы работал директором в промышленной компании Allmänna Svenska Elektriska Aktiebolaget, с 1934 по 1939 годы являлся президентом правления директоров.
В начале 1910-х годов был привлечён к организации и проведению летних Олимпийских игр 1912 года в Стокгольме. Во время проведения игр был одним из инициаторов созданной 17 июня 1912 года Международной Ассоциации легкоатлетических федераций, став первым её президентом, и оставался в должности вплоть до 1946 года.
В 1920 году стал членом МОК, в 1931 году был избран вице-президентом МОК. В 1942 году после смерти третьего президента МОК Анри де Байе-Латура был назначен исполняющим обязанности президента МОК до окончания Второй мировой войны. В 1946 году был избран президентом официально. Сыграл важную роль в становлении Международного олимпийского комитета в тяжёлые для всего мирового спорта послевоенные годы. В 1952 году ушёл в отставку, его преемником на посту стал американец Эйвери Брэндедж.
Является старейшим по возрасту президентом МОК в истории.